# Алатырь
Ала́тырь (чув. Улатӑр) — город в Чувашской Республике (Россия), административный центр Алатырского муниципального округа (второго формирования). До 17 мая 2024 года образовывал «Городской округ город Алатырь», который был объединён с Алатырским муниципальным округом (первого формирования), войдя в состав Алатырского муниципального округа (второго формирования). До 2022 года город Алатырь являлся административным центром муниципального образования «Алатырский район», в состав которого не входил, c 2022 до 2024 года являлся административным центром Алатырского муниципального округа (первого формирования), в состав которого так же не входил.

## Этимология
Основан в 1552 году как укрепление в устье реки Алатырь (Алатор), название укрепления произошло от гидронима. Исходная форма гидронима — мордовское Раторлей, этимология которого не установлена.
М. Фасмер выводит топоним из тюркских слов ala — пёстрый, пятнистый и tura — дом, строение, жилище, город.
В русском языке топоним под влиянием народной этимологии сблизился с легендарным Алатырь-камнем апокрифической «Голубиной книги» и народных заговоров.

## География
Расположен в Среднем Поволжье, на левом берегу реки Суры, вблизи впадении в неё притока Алатыря в 194 км южнее столицы республики города Чебоксары. Территория города 41,7 км2.
Город имеет прямоугольную планировку. Исторический центр на углу возвышенности, ближайшем к слиянию Суры и Алатыря. Развитие города велось преимущественно в западном и южном направлениях.
В современном Алатыре преобладает частная застройка. Два микрорайона, застроенных многоэтажными домами, Стрелка и Западный расположены на окраинах. Кроме того, многоэтажные дома были построены в некоторых кварталах центральной части города.
Климат умеренно холодный. Большое количество осадков, даже в засушливые месяца. В год выпадает около 527 мм осадков. Средняя годовая температура составляет +4,0 °C.
Меньше всего осадков выпадает в феврале, в среднем 22 мм. В июле, количество осадков достигает своего пика, в среднем 70 мм.
Самый жаркий месяц июль с температурой: +19,7 °C. Январь является самым холодным месяцем, средняя температура: −12,1 °C.

## Герб и флаг города
Герб города
Герб города утверждён указом императрицы Екатерины II 22 декабря 1780 года и представляет собой «Три золотых колчана, наполненные стрелами, в красном поле, в знак того, что сих мест жители сие орудие с похвалою употреблять умели».
Изначально в верхней части герба 1780 года находилась колонна с короной — герб Симбирской губернии. Также существовали советская версия герба (1979 года) и различные модификации дореволюционного, активно использовавшиеся в 1990-х — 2000-х годах.
Герб 1780 года был восстановлен в качестве официального символа города решением собрания депутатов города Алатыря от 29 мая 2009 года. В левом верхнем углу — квадратный флаг Чувашской республики. Над гербом располагается пятиконечная корона из золотого кирпича, показывающая, что герб принадлежит городскому округу.
Флаг города
Прямоугольное полотнище с отношением ширины к длине 2:3, воспроизводящее композицию герба города Алатыря в красном и жёлтом цветах. Утверждён 29 мая 2009 и внесён в Государственный геральдический регистр Российской Федерации с присвоением регистрационного номера 5007. Флаг составлен на основании герба Алатыря, по правилам и соответствующим традициям вексиллологии и отражает исторические, культурные, социально-экономические, национальные и иные местные традиции.
Символика
Лук и стрелы были важнейшим оружием дальнего боя и охоты на протяжении многих тысячелетий, чрезвычайно широко употреблялись и в Древней Руси, и в Чувашии. При этом колчан, футляр для стрел, изготавливался из кожи, дерева, ткани, позднее из металла. Стрелы в колчане укладывались оперением вверх. На Руси чаще всего использовалось оперение в два пера. Оперение стрел многократно упоминается в летописях, былинах и других источниках и изображается на памятниках искусства. Сказки, притчи об отдельной стреле, которую легко можно сломать, в то время как пучок стрел остаётся невредимым, распространены на Руси как образ силы, они демонстрировали верность утверждения «в единении — сила».
Три колчана со стрелами на флаге Алатыря отражают историческую связь времён, в то же время они олицетворяют единство и сплочённость народа, проживающего на древней Алатырской земле, готовность служить защите Родины.
Красный цвет в средневековой геральдике считался династическим. Кроме того, он символизирует такие качества как благородство, справедливость, любовь к Богу и ближнему, мужество, храбрость, власть.
Жёлтый (золотой) цвет колчанов со стрелами олицетворяет Солнце — источник жизни и богатства, как материального, так и духовного. Золото символизирует такие качества и понятия как верность, милосердие, а также мудрость.

## История
Официальной датой основания города считается 1552 год, время первого упоминания Алатыря в Патриаршей (Никоновской) летописи:
И учал государь мыслити з братом своим со князем Владимиром Андреевичем и з бояры и с всеми воеводами, как итти х Казани и на которые места; и приговорил итти государь надвое, вмещениа для людем, а самому государю итти на Володимерь и на Муром, а воевод отпустити на Резань и на Мещеру, а сходитца на Поле за Алатарем.
Данный текст — один из фрагментов описания последнего (третьего) похода Ивана IV на Казань, закончившегося покорением Казанского ханства.
Упоминание Алатыря в одном ряду с другими городами позволило историкам высказать предположение, что к тому времени город уже существовал. В частности, в «Географическом Лексиконе» Ф. А. Полунина приводятся сведения, указывающие на то, что Алатырь был основан ещё в XIII веке, во времена княжения Юрия Всеволодовича Владимирского как острог на месте мордовской деревни, который в XVI веке был перенесён Иоанном IV на новое, более удобное для крепости место.
Историк В. Д. Димитриев в своем обширном исследовании «Из истории городов Чувашии второй половины XVI — начала XVII веков» пишет
татарский историк Хюсам-Эддин сын Шереф-Эддина в «Болгарских повествованиях», составленных в 1551 г., упоминает город Алатур, входивший в состав Казанского ханства.
Однако локализация (местонахождение) этого города Алатура точно не известна. Поэтому идентифицировать его с современным Алатырем не просто. Есть ещё одна проблема: оказывается, указанный источник относится не к 1551 году, а к гораздо более позднему времени. В то же время фонетико-историческая связь между словами Алатур и Алатырь, по мнению профессора М. Р. Федотова, достаточно прозрачная.
Разногласия среди историков вызывает и то, когда в действительности русское войско во главе с царём проходило по территории нынешнего города. Так, один из исследователей истории Присурья В. М. Шишкин, считает, что Алатырь мог быть основан Иоанном Васильевичем во время не последнего, а ещё первого казанского похода, то есть в 1547—1548 годах.
Безусловным и неоспоримым является лишь тот факт, что поселение на месте современного города существовало задолго до его упоминания в русских летописях. Это подтверждается найденными остатками древнего городища, предположительно принадлежавшего одному из мордовских племён, и археологическими находками, в том числе X—XII веков, и сохранившимся в топонимике Алатыря названием эрзянского поселения Сандулеи (эрз. «сянглей» — развилка реки; ср. Сенгилей в Ульяновской области).
Так или иначе, не позднее 1552 года (по версии В. Э. Красовского 4 августа 1552 года) царь Иоанн Васильевич подошёл со своим войском к высокому берегу Суры в месте впадения в неё реки Алатырь и «…приказал тут же при себе… построить город рубленый и укрепить его по всем правилам тогдашнего крепостного искусства, назвав его по имени реки — Алатырем». Именно с этого времени началась история города Алатыря как русского военного, культурного и религиозного форпоста на восточных границах Русского государства. Крепость состояла из пятиугольного Алатырского кремля и примыкавшего к ней острога.
Среди татар Камышлинского района Самарской области свыше 500 лет ведётся шаджаре (родословная) восходящая к двум братьям, один из которых в начале XVI в. владел Алатырем. За военные заслуги они получили от Мухамед Амина бахдур хана земли вдоль реки Сок, которые относятся в настоящее время к Татарстану, Самарской и Оренбургской областям. Братья переселились туда со своими крестьянами — мокшей и чувашами (в настоящее время большинство из этих сел считается русскими). В записях Челеби упоминается Алатырь, как территория иштяков, где есть мечети. Скорее всего, это уже только память о более ранних временах, когда булгары составляли значительную часть населения.
Вместе с Васильсурском и Курмышом Алатырская крепость стала проводником военно-административного влияния Нижнего Новгорода, «правой руки» объединённого Российского государства, обращённой на восток, на земли чувашей — «нагорных черемисов». Часть чуваш за год до взятия Казани получила в Москве грамоту Иоанна Васильевича о добровольном вхождении, и это, по мнению историков, решило судьбу Казанского ханства. Так что отмеченные в июне 2001 года 450-летний юбилей Алатыря и 450-летие взятия Казани в 2002 году связаны весьма тесно.
В 1565 году Алатырь стал центром Алатырского уезда.

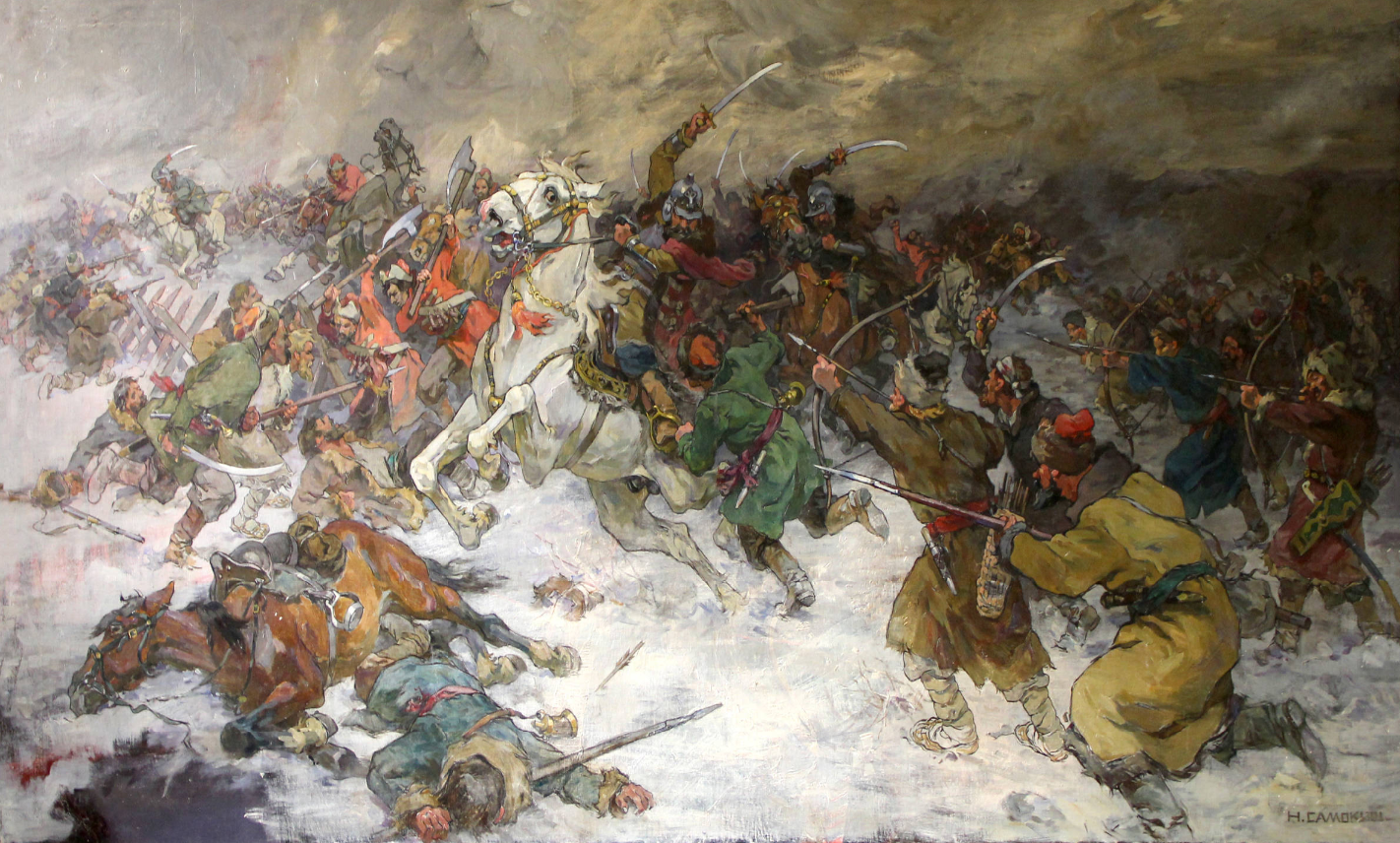
Картина Самокиш, Николай Семёнович «Бой разинцев с правительственными войсками на реке Алатырь».

В 1584 году был основан Свято-Троицкий мужской монастырь.
В 1670 году произошло восстание Разина, которая дошло и до Алатыря. Отряды Разина при поддержке примкнувшего местного населения осадили 9 (19) сентября Цивильск, а 16(26) сентября захватили Алатырь. Для подавления восстания правительством были отправлены значительные силы под командованием князя Д. А. Барятинского и 23 ноября (3 декабря) занял Алатырь.
В 1703 году в городе построена каменная соборная церковь во имя Усекновения честныя главы Св. Иоанна Предтечи.
В 1708 году Алатырь вместе с уездом вошёл в состав Казанской губернии (1708—1781).
В 1714 году город с уездом вошёл в состав Нижегородской губернии, но в 1717 году вновь вернулись в Казанскую губернию.
В 1719 году Алатырь стал центром Алатырской провинции Нижегородской губернии, в ноябре 1775 года деление губерний на провинции было отменено.

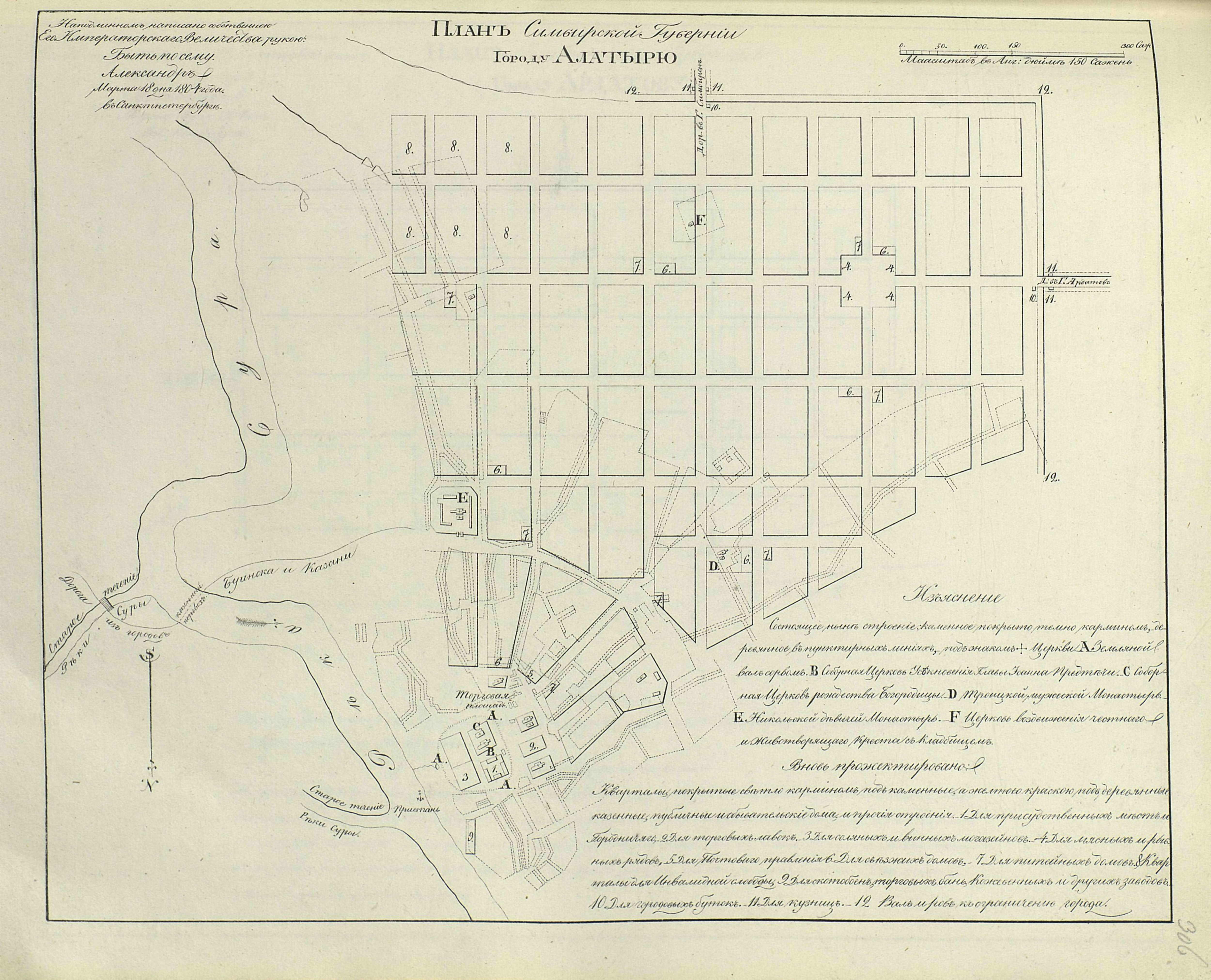
План Алатыря из Полного собрания законов Российской Империи (1839)

В 1780 году Алатырь вместе с уездом отошли к Симбирскому наместничеству, а затем к одноимённой губернии. В том же году городу был пожалован герб: «Три золотые колчана, наполненные стрелами, в красном поле, в знак того, что сих мест жители сие орудие с похвалою употреблять умели».
В XVIII веке воеводой Алатыря в течение десяти лет был бывший морской офицер Иван Васильевич Новиков, отец будущего великого русского просветителя и масона Николая Ивановича Новикова. Иван Васильевич оставил память, как принципиальный управленец, по словам А. Западова, «приученный строго блюсти законы и выполнять команды старших начальников».
В XIX веке город развивался по плану, утверждённому в 1804 году Александром I. На Симбирск, кстати, ориентировалась в XIX веке и большая часть Чувашии, по крайней мере, в культурном отношении. Влияние Нижнего Новгорода не шло дальше Ядрина, а Казань была центром татарским и исламским. В этом плане, Алатырь — город двух монастырей, крупный миссионерский центр стал культурным форпостом Симбирска.
В 1812 году, во время Отечественной войны, в Алатыре был сформирован пеший полк, который вошёл в состав Симбирского ополчения.
«4 июля 1906 года во время страшного пожара сгорел древний Алатырский Свято-Троицкий мужской монастырь, основанный в 1584 году. Сгорели все монастырские здания, в том числе храмы, из которых древний, составлявший главное украшение монастыря, до настоящего времени представляет собой одни обгоревшие стены, сохранившие только вид храма…» (стр. 137—138 Оренбургские Епархиальные Ведомости № 17-18 1909 г. от 30 апреля).

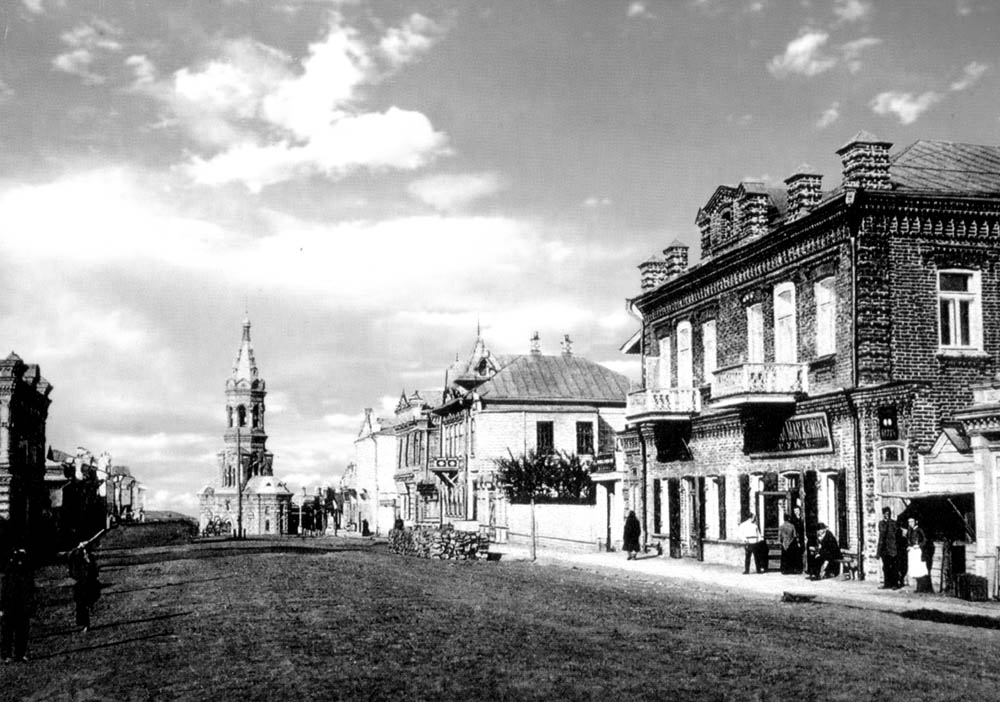
Алатырь. Симбирская улица (ныне улица Ленина). Фото начала XX века

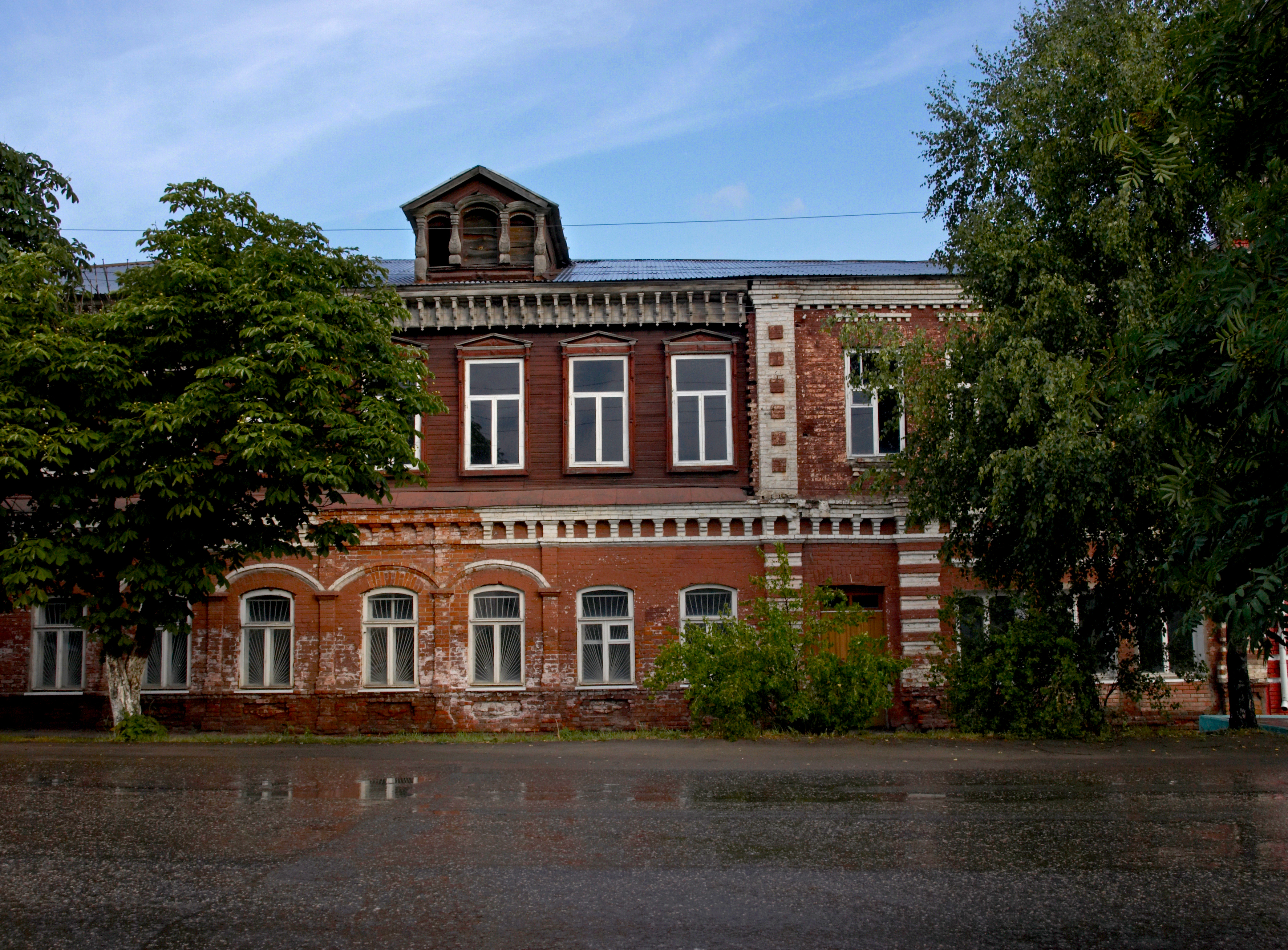
Здание начала XX века в центре Алатыря

В 1920-х годах было проведено административно-хозяйственное межевание, и в 1925 году город Алатырь Симбирской губернии вошёл в состав Чувашской АССР.
10 апреля 1942 года Алатырь получил статус города республиканского подчинения. 1 сентября 1961 года в городскую черту Алатыря были включены село Ямской Посад (ныне район Ямская) и деревни Мирославка и Голодяевка.
В 2024 году решением собрания депутатов было подтверждено объединение Алатыря и Алатырского муниципального округа Чувашской Республики. Муниципальное образование получит статус муниципального округа, его административным центром станет Алатырь.
Экономическое развитие города
В 1893 году через город прошла железнодорожная ветка Рузаевка — Свияжск, были построены депо и железнодорожные мастерские, позднее паровозоремонтный завод.
До Великой Отечественной войны промышленность развивалась на дореволюционном фундаменте, в 1950-е — 1960-е годы были построены заводы «Электроприбор» и «Электроавтомат», на базе бывших центральных ремонтных мастерских (ремонт лесообрабатывающего оборудования) открыли электромеханический завод.
В 1955—1959 годах на базе фабрики «Спортинвентарь» была создана гармонно-лыжная фабрика, в 1959—1964 годах — баянная фабрика, выпускающая баяны, гармони, футляры для них, лыжи для детей и взрослых и струны для пианино.
В 1965 году построена фабрика «Пианино», выделенная из состава Алатырского деревообрабатывающего комбината, которая после объединения с баянной фабрикой стала называться Алатырская фабрика музыкальных инструментов. В 1968 году предприятие было разделено на Алатырскую фабрику музыкальных инструментов и Алатырскую лыжную фабрику. Предприятие выпускало пианино «Октава», струны, товары народного потребления, всего около 70 видов продукции, известных на весь Советский Союз (в начале 1990 года предприятие стало арендным, а в 1992 году зарегистрировано как товарищество с ограниченной ответственностью "Фирма «Альба», в 1999 году преобразовано в закрытое акционерное общество «Фирма «Альба». Численность работающих составляла 1850 человек. В 2003 году ЗАО признано банкротом, в 2004 году ликвидировано.
В 1965 году была введена в строй бумажная фабрика.
Невнимание к проблемам Алатыря и его интересам в годы советской власти привело к тому, что самый крупный и развитый город республики уже к 1980 году превратился всего лишь в 4-й по численности и экономической значимости. Город развивался крайне низкими темпами: жилищное строительство финансировалось по остаточному принципу, его объёмы были значительно меньше, чем в других городах Чувашии, и не удовлетворяли даже текущие потребности. С 1970 по 1980 годы не было построено ни одного нового промышленного предприятия, имеющиеся производства не расширялись. Хроническое недофинансирование работ по благоустройству и развитию городской инфраструктуры привело к серьёзному отставанию Алатыря в этой сфере. До сих пор в городе очень мало дорог с твёрдым покрытием и нет нормальной системы уличного освещения.
В 1976 году был разработан новый генеральный план Алатыря. Предыдущий был составлен в 1936 году, но так и не был реализован. Новый генеральный план постигла такая же участь: не были построены запланированные промышленные предприятия и современные жилые районы с развитой инфраструктурой, не развивалась транспортная система, так и не было создано необходимой базы для увеличения объёмов строительства и так далее. Соответственно, не был выполнен и основной пункт плана: увеличение населения города к 2000 году более чем в два раза, то есть с 46,4 тыс. чел. на 01.01.1975 г. до 90-100 тыс. чел. в 2000 году.
Тем не менее, промышленных предприятий в городе было не менее двух десятков, которые обеспечивали занятость и уровень жизни населения. Строились объекты инфраструктуры, лишь в конце 1980-х годов была построена новая больница. Застраивался новый микрорайон Западный, появились новые школы и детские сады. В городе три кинотеатра и один филиал кинотеатра.
В период кризисных 1990-х годов производство значительно упало, промышленные предприятия закрывались, резко выросла безработица, приведшая к миграциям в более благополучные районы. Полностью закрылись кинотеатры и книжные магазины. Уровень жизни населения резко снизился. Почти полностью прекратилось асфальтирование и ремонт дорог, ухудшилось медицинское обеспечение. Количество маршрутов общественного транспорта снизилось до трёх.
В 2000-е годы произошёл небольшой подъём уровня жизни населения. Газификация города позволила перейти на более удобное газовое отопление, при этом архитектурный облик города был изуродован наружными сетями, развивался частный сектор. Построен физкультурный центр, музыкальные и художественная школы объединены в детскую школу искусств. Также в 2000-х прекратили существование четыре общеобразовательные школы, треть из существующих.

## Население
| 1856    | 1897    | 1931    | 1959    | 1967    | 1970    | 1979    | 1989    | 1992    | 1993    | 1996    |
| ------- | ------- | ------- | ------- | ------- | ------- | ------- | ------- | ------- | ------- | ------- |
| 7700    | ↗12 209 | ↗22 700 | ↗40 074 | ↗43 000 | ↗43 499 | ↗45 272 | ↗46 593 | ↗47 700 | →47 700 | ↘47 200 |
| 1997    | 1998    | 2000    | 2001    | 2002    | 2003    | 2005    | 2006    | 2007    | 2008    | 2009    |
| →47 200 | ↘47 100 | ↘46 500 | ↘46 200 | ↘43 161 | ↗43 200 | ↘42 700 | ↘42 400 | ↘42 300 | ↘42 200 | ↘41 786 |
| 2010    | 2011    | 2012    | 2013    | 2014    | 2015    | 2016    | 2017    | 2018    | 2019    | 2020    |
| ↘38 203 | ↘38 200 | ↘37 518 | ↘37 042 | ↘36 610 | ↘36 123 | ↘35 591 | ↘35 298 | ↘34 785 | ↘34 176 | ↘33 752 |
| 2021    |         |         |         |         |         |         |         |         |         |         |
| ↘32 265 |         |         |         |         |         |         |         |         |         |         |

На 1 января 2025 года по численности населения город находился на 485-м месте из 1124 городов Российской Федерации.
После постройки в 1893 году Московско-Казанской железной дороги, прошедшей через Алатырь, численность населения города стала стремительно расти: в 1897 году она составляла 12 209 человек, а к 1915 году удвоилась, достигнув отметки в 25 144 человек и превратив Алатырь в крупнейший город на территории современной Чувашии (для сравнения: численность населения Чебоксар в начале XX века составляла около 5500 жителей).
На 1920 год в городе в 2909 владениях жило 19 668 жителей (9486 мужчин и 10182 женщин), а по переписи 1923 года жило 17 867 человек (8457 мужчин и 9410 женщин).
После 1917 года темпы роста численности населения города заметно снизились, а с начала 1990-х годов численность населения города стала уменьшаться.
Национальный состав
По данным переписи населения 2010 года в Алатыре абсолютное большинство населения русские, также проживают мордва, чуваши и татары.
| Национальность | Число указавших национальность и доля от населения района |
| -------------- | --------------------------------------------------------- |
| Русские        | 87,80 % (31 619)                                          |
| Мордва         | 8,45 % (3044)                                             |
| Чуваши         | 3,10 % (1116)                                             |
| Татары         | 0,65 % (234)                                              |

## Местное самоуправление
Глава города
- До 2 июля 2024 года — Павел Викторович Аринин[48];
- с 2024 года — и. о.  Елена Алексеевна Ермолаева.

## Промышленность и экономика
Алатырь является одним из шести моногородов Чувашии. Основные предприятия города: Алатырский механический завод, завод «Электроприбор», ООО «Молочное дело — Ивня» и другие. В 2008 году объём отгруженных товаров собственного производства, выполненных работ и услуг собственными силами по виду деятельности «обрабатывающие производства» составил 2,678 млрд руб.

## Транспорт
Через город проходит железная дорога Казань — Канаш — Красный Узел.
Региональная автодорога 95К-001 Чебоксары — Сурское соединяет город с автомагистралью М7 «Волга» и имеет дальнейшее продолжение в Ульяновск.
Расстояние до Саранска 147 км, до Ульяновска 160 км, до Чебоксар 185 км, до Нижнего Новгорода 286 км, до Москвы 698 км.
Внутригородской транспорт представлен четырьмя автобусными маршрутами ГУП «Чувашавтотранс» и более, чем десятью маршрутами маршрутных такси. По состоянию на 2011 год от автостанции Алатыря действуют 13 пригородных маршрутов и 8 междугородних маршрутов в Чебоксары, Нижний Новгород, Ульяновск, Шумерлю, Москву, Новочебоксарск, Канаш, Саранск и в другие.

## Архитектура и достопримечательности
Почти 500-летняя история города оставила в наследство большое число памятников религиозной, гражданской и промышленной архитектуры. На сегодняшний день в Алатыре насчитывается около 90 зданий и сооружений, имеющих историческую и культурную ценность. Два из них являются памятниками федерального значения. Жилые дома, церкви и монастыри строились в различные исторические периоды, и зачастую являются уникальными объектами. Местные традиции деревянного зодчества и художественной обработки дерева в сочетании со стилевыми приёмами классицизма, модерна, эклектики, создают неповторимый колорит старинных улиц и переулков Алатыря. Это, в свою очередь, делает ещё более острым вопрос о необходимости принятия комплексных масштабных мер по восстановлению и реконструкции исторического центра города с целью сохранения неповторимой, самобытной культуры алатырского края.
В число наиболее ярких и значимых памятников города Алатыря входят:
Жилые и общественные здания
- казначейство (середина XIX в.),

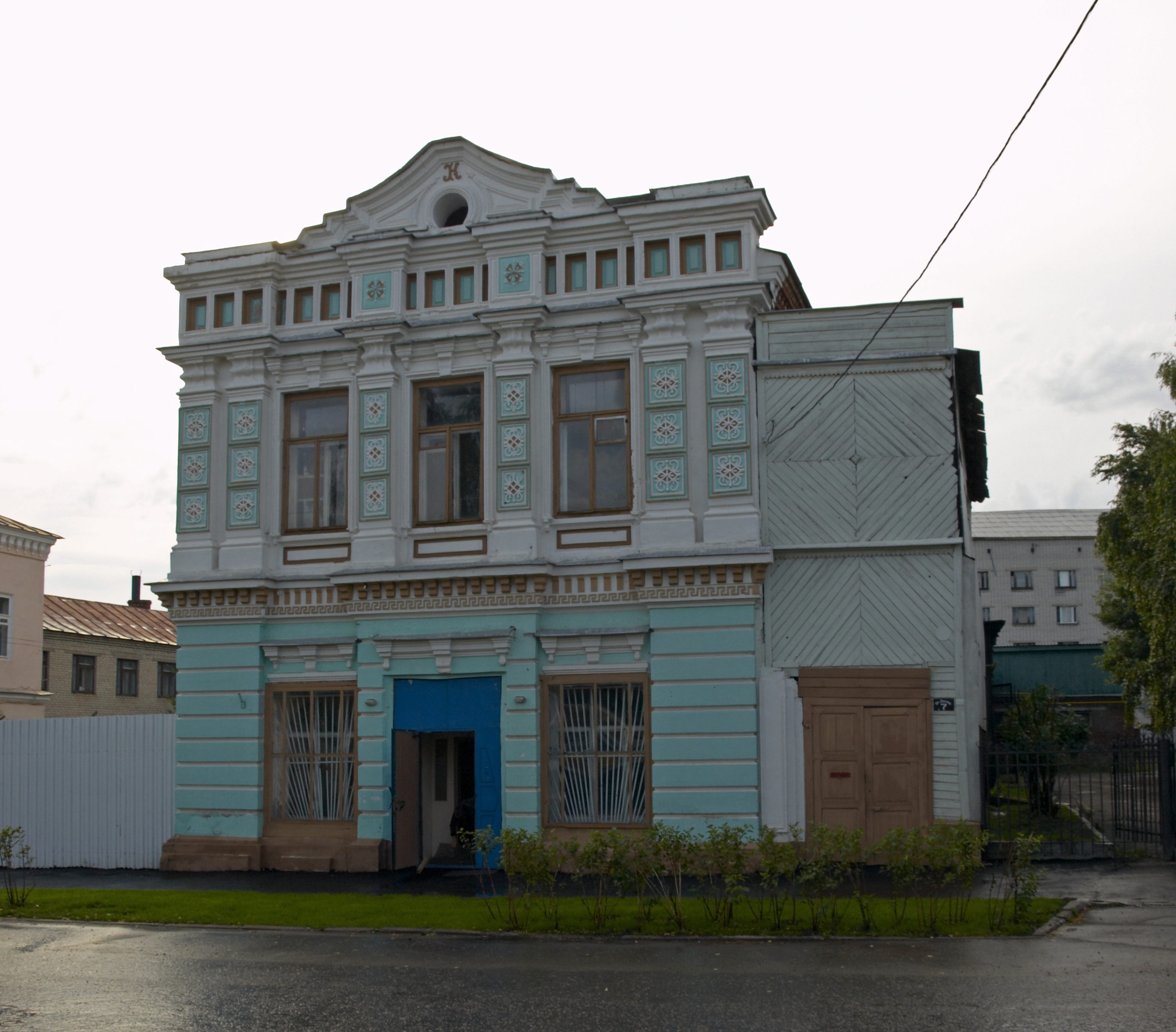
Жилой дом по улице Ленина, 7

- дом купцов Поповых (конец XIX в., ул. Кирова, 1),
- дом купца Антонова (1859 г., ул. Горшенина, 28),
- дом купца Кашигина (1900-е гг., модерн, ул. Ленина, 10)[49],
- дом купца Н. П. Лебедева (1898 г.),
- земская управа (середина XIX в.),
- дворянское собрание (с 1911 г. кинотеатр «Патэ»),
- типография С. Ф. Родионова (1882 г., перестроена в 1913 г.),
- дом Штанковского (типография и книжный магазин С. К. Пшеничникова),
- здания реального училища (конец XIX в.),
- городское училище (1908—1911 гг., арх. Ф. О. Ливчак),
- женская гимназия (1908 г.),
- здание уездного суда (1912 г.),
- Алатырское духовное училище (конец XIX в.),
- здание трактира (1908 г., в советское время в здании располагалась столовая № 2),
- жилой дом по ул. Ленина (XIX в., памятник деревянного зодчества),
- гостиница «Сибирь» (1900-е гг., ул. Комсомола, 69, находится в аварийном состоянии, разрушен второй этаж);

Промышленная архитектура
- казённый винный склад (1898 г., арх. Павловский, Моргулин, Трескин, ныне в здании располагается техникум железнодорожного транспорта),
- водонапорная башня (1912 г.),
- железнодорожное депо станции Алатырь (1893 г.),
- производственные цеха паровозоремонтного завода (1893 г., в настоящее время Алатырский механический завод).

## Образование
Высшее
- Алатырский филиал Чувашского государственного университета.

Среднее профессиональное образование
- Алатырский техникум железнодорожного транспорта (филиал Самарского государственного университета путей сообщения).
- Алатырский технологический колледж Минобразования Чувашии.

Общеобразовательные учреждения
- Список школ Алатыря.

## Религия
Основными религиозными конфессиями в городе являются православное христианство. Алатырь — центр Алатырской и Порецкой епархии Чувашской митрополии Русской православной церкви.

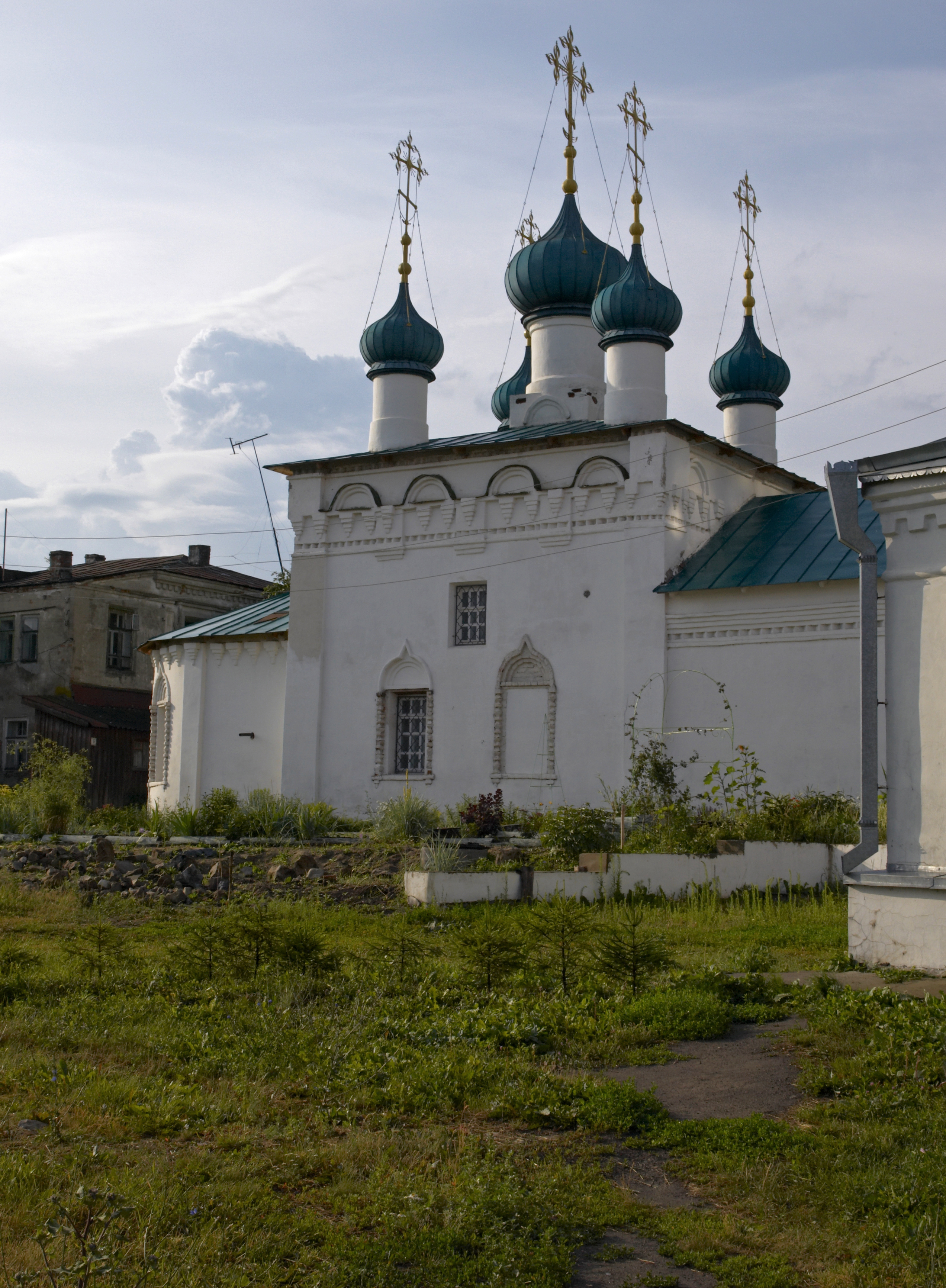
Собор Усекновения главы Иоанна Предтечи (1703)

- Собор Усекновения главы Иоанна Предтечи[50] (1703 г.) — памятник федерального значения.
- Николо-Знаменская церковь (1770 г., классицизм) — памятник федерального значения.
- Собор Рождества Пресвятой Богородицы (1747 г).
- Казанская (Пятницкая) церковь (1779 г., русский стиль).
- Крестовоздвиженская (Полевая) церковь[51] (1826 г., классицизм).
- Иверская (Больничная) церковь[52] (1846 г).
- Церковь Иакова Алфеева (1875—1895 гг).
- Церковь Рождества Христова (1755 г., находится в аварийном состоянии).
- Софийская церковь (1787 г., имеются утраты, используется как цех завода «Электроприбор»).
- Собор Святого духа Свято-Духовой пустыни (1830—1833 гг., имеются значительные разрушения).
- Свято-Троицкий мужской монастырь (изв. с 1584 г).
- Настоятельские и монашеские покои (1820—1830 гг).
- Церковь святого Сергия Радонежского (1800 г).
- Придел Божией Матери Казанской и пещерная церковь Серафима Саровского (1849 г).
- Киево-Николаевский Новодевичий монастырь (основан в 1639 г.):
  - Вознесенская церковь (1753 г.), имеются утраты,
  - Покровская церковь (1764 г),
  - Надвратная церковь святителя Николая (1737 г.).

## Известные горожане
- Ветвинский, Валентин Фёдорович — артиллерист, Герой Советского Союза.
- Горшенин, Константин Петрович — первый Генеральный прокурор СССР.
- Кикин, Пётр Андреевич — герой Отечественной войны 1812 года.
- Крылов, Алексей Николаевич — кораблестроитель, математик, академик АН СССР.
- Мазырин, Виктор Александрович — архитектор, автор особняка Арсения Морозова в Москве.
- Макаров, Пётр Григорьевич — майор Советской Армии, Герой Советского Союза (1945).
- Парфёнова, Зоя Ивановна — Герой Советского Союза.
- Попов, Кирилл Николаевич — купец и промышленник.
- Судаев, Алексей Иванович — советский конструктор-оружейник. Лауреат Сталинской премии второй степени.
- Цветков, Иван Евменьевич — меценат, коллекционер, основатель картинной галереи.
- Эрьзя, Степан Дмитриевич — русский и советский скульптор[53].